# 梅津一美
梅津 一美（うめづ かずみ、1965年2月9日 - ）は、日本の元女子バレーボール選手。

## 来歴
茨城県行方郡潮来町（現潮来市）出身。八王子実践高校を経て、1983年に実業団のダイエー（当時）に入部。チームの実業団リーグ入り、翌年の日本リーグ入りに貢献した。
1986年、第19回日本リーグ敢闘賞に輝き、同年のバレーボール世界選手権に出場した。

## 球歴
- 全日本代表 - 1986年
- 全日本代表としての主な国際大会出場歴
  - 世界選手権 - 1986年

## 受賞歴
- 1985年 - 第16回実業団リーグ 殊勲賞・スパイク賞
- 1986年 - 第19回日本リーグ 敢闘賞
- 1986年 - 第35回黒鷲旗 黒鷲賞（最高殊勲選手）・ベスト6
- 1988年 - 第37回黒鷲旗 ベスト6

## 所属チーム
- 潮来二中
- 八王子実践高校
- ダイエー（1983年 - 1989年）